# Coaldale (Canada)
Coaldale is een plaats (town) in de Canadese provincie Alberta en telt 6177 inwoners (2006).